# Пимен Софронов
Пимен Максимович Софронов (1898 – 1973) е известен старообредчески иконописец и реставратор от палехската школа.
Ученик е на Гавриил Ефимович Фролов, преподавал е в Европа и САЩ, учител е на повечето известни иконописци от средата на ХХ в. 

## Биография
Софронов е роден на 4 септември 1898 г. в село Тихотка, Лифляндска губерния, Руска империя (днес с. Тихеда, Естония).
През 1947 г. се преселва в САЩ, по покана на архиепископ Виталий, и се установява в гр. Милвил, щ. Ню Джърси, САЩ. През 1950 г. получава американско гражданство. Изографисва старообредческия храм „Свети Никола“ в Милвил. Участва в реставрацията на редица църкви и преподава.
Умира при странни обстоятелства в Милвил на 14 май 1973 г.